# Temporada 2012 del Campeonato de España de Rally de Tierra
La temporada 2012 fue la 30.º edición del Campeonato de España de Rally de Tierra. Comenzó el 17 de marzo en Baja Andalucía y terminó el 21 de octubre en el Rally Comrca del Jiloca.

## Calendario
El calendario estaba compuesto de ocho pruebas.
| N.º | Fecha               | Prueba                           | Notas |
| --- | ------------------- | -------------------------------- | ----- |
| 1   | 17 de marzo         | Baja Andalucía                   |       |
| 2   | 18 de marzo         | Baja Andalucía                   |       |
| 3   | 29 de abril         | Rally Tierra Baja Almanzora      |       |
| 4   | 21 de julio         | Baja España - Aragón             |       |
| 5   | 22 de julio         | Baja España - Aragón             |       |
| 6   | 21-22 de septiembre | Rallye de Tierra Tierras del Cid |       |
| 7   | 21 de octubre       | Rallye Comarca de Jiloca         |       |

## Clasificación

### Campeonato de pilotos
| Pos. | Piloto          | 1  | 2  | 3  | 4   | 5   | 6   | 7 | Puntos |
| ---- | --------------- | -- | -- | -- | --- | --- | --- | - | ------ |
| 1.   | Xavi Pons       | 1  | 1  | 1  | 1   | 1   | 1   |   | 210    |
| 2.   | Óscar Fuertes   | 5  | 3  | 9  | 2   | 2   | 3   | 4 | 177    |
| 3.   | Albert Llovera  | 4  | 6  | 4  | 7   | 5   | 4   | 2 | 168    |
| 4.   | Ramón Ferreyros | 3  | 2  | 5  | 3   | Ret | 5   | 1 | 165    |
| 5.   | Rubén Sastre    | 8  | 12 | 11 | 10  | 10  | 9   | 3 | 105    |
| 6.   | Rubén Gracia    | 7  | 5  | 3  | Ret | Ret | 2   |   | 99     |
| 7.   | Nani Roma       | 2  | 4  | 2  |     |     |     |   | 85     |
| 8.   | Agustín Álvaro  |    |    | 10 | 9   | 9   | 7   | 6 | 85     |
| 9.   | Gustavo Sosa    | 11 | 10 |    | Ret | 4   | Ret | 5 | 72     |
| 10.  | Pedro Font      | 6  | 7  | 6  |     |     | Ret |   | 61     |

### Copa de copilotos
| Pos. | Copiloto        | Puntos |
| ---- | --------------- | ------ |
| 1.   | Xavi Amigo      | 210    |
| 2.   | Lucas Cruz      | 177    |
| 3.   | Diego Vallejo   | 165    |
| 4.   | Álex Haro       | 113    |
| 5.   | Daniel Cumbrero | 105    |
| 6.   | Diego Sanjuan   | 99     |
| 7.   | Rogelio Peñate  | 72     |
| 8.   | Oriol Julià     | 61     |
| 9.   | Pilar Barceló   | 55     |
| 10.  | David Uson      | 55     |

### Campeonato de marcas
| Pos. | Marca      | Puntos |
| ---- | ---------- | ------ |
| 1.   | Mitsubishi | 399    |
| 2.   | SEAT       | 160    |
| 3.   | Renault    | 45     |

### Trofeo de grupo N
| Pos. | Piloto           | Puntos |
| ---- | ---------------- | ------ |
| 1.   | Albert Llovera   | 245    |
| 2.   | Juan M . Casares | 87     |
| 3.   | David Quijada    | 52     |
| 4.   | Pedro Font       | 30     |

### Trofeo vehículos 2 ruedas motrices
| Pos. | Piloto              | Puntos |
| ---- | ------------------- | ------ |
| 1.   | Rubén Sastre        | 210    |
| 2.   | Agustín Álvaro      | 162    |
| 3.   | Juan Carlos Aguado  | 83     |
| 4.   | Alejandro S. Pernía | 60     |
| 5.   | David Quijada       | 55     |

### Trofeo copilotos femeninos
| Pos. | Piloto                  | Puntos |
| ---- | ----------------------- | ------ |
| 1.   | Pilar Barceló Juvanteny | 70     |
| 2.   | Ainhoa Sarasua          | 35     |
| 3.   | Noelia San José         | 30     |

### Mitsubishi Evo Cup Tierra
| Pos. | Piloto          | Puntos |
| ---- | --------------- | ------ |
| 1.   | Óscar Fuertes   | 57     |
| 2.   | Xevi Pons       | 30     |
| 3.   | Joan Roma       | 22     |
| 4.   | Gustavo Sosa    | 19     |
| 5.   | Pedro Font      | 15     |
| 6.   | Juan M. Casares | 10     |
| 7.   | Rubén Gracia    | 9      |
| 8.   | Joan Serrat     | 8      |
| 9.   | Julián Vera     | 7      |
| 10.  | Carmelo Callen  | 6      |

### Copa de España
| Pos. | Piloto              | Puntos |
| ---- | ------------------- | ------ |
| 1.   | Rubén Sastre        | 207    |
| 2.   | Agustín Álvaro      | 157    |
| 3.   | Juan Carlos Aguado  | 83     |
| 4.   | Alejandro S. Pernía | 60     |
| 5.   | David Quijada       | 53     |

### Copa España copilotos
| Pos. | Piloto           | Puntos |
| ---- | ---------------- | ------ |
| 1.   | Daniel Cumbrero  | 207    |
| 2.   | José A. Sanz     | 92     |
| 3.   | Daniel Rincón    | 83     |
| 4.   | Carlos Sabater   | 62     |
| 5.   | Juan Luis García | 60     |